# Juan Luque de Serrallonga
Juan José Luque de Serrallonga (ur. 31 maja 1882 w Gironie, zm. 18 lipca 1967 w mieście Meksyk), hiszpański piłkarz i trener. 

## Życiorys
Podczas kariery piłkarskiej był zawodnikiem klubów Cádiz CF i Sevilla FC. Zespół z Andaluzji reprezentował w sezonie 1915/16.
W 1930 został trenerem reprezentacji Meksyku. Prowadził ją na Mistrzostwach Świata rozgrywanych w Urugwaju. Prowadził drużynę na turnieju w trzech spotkaniach, z Argentyną (3:6), Francją (1:4) i Chile (0:3). 
Po tym turnieju przestał być jej trenerem. Trenował też meksykańskie kluby Club Asturias i CD Veracruz. Z tym ostatnim zdobył w sezonie 1949/50 mistrzostwo Liga MX.

## Sukcesy
CD Veracruz
- Mistrzostwo Liga MX (1): 1949/50